# Колыбельский район
Колыбельский район — административно-территориальная единица в составе Рязанской и Липецкой областей РСФСР, существовавшая в 1944—1956 годах. Административный центр — Колыбельское.
Колыбельский район был образован 1 марта 1944 года в составе Рязанской области за счёт частей территории Добровского и Раненбургского районов.
6 января 1954 года район был передан в Липецкую область.
4 июля 1956 года Колыбельский район был упразднён, при этом Буховский, Демкинский, Дубовский, Зенкинский, Истобинский, Колыбельский и Преображенский сельсоветы были переданы в Чаплыгинский район, а Крутовский, Путятинский и Ратчинский — в Добровский район.